# Paštunové

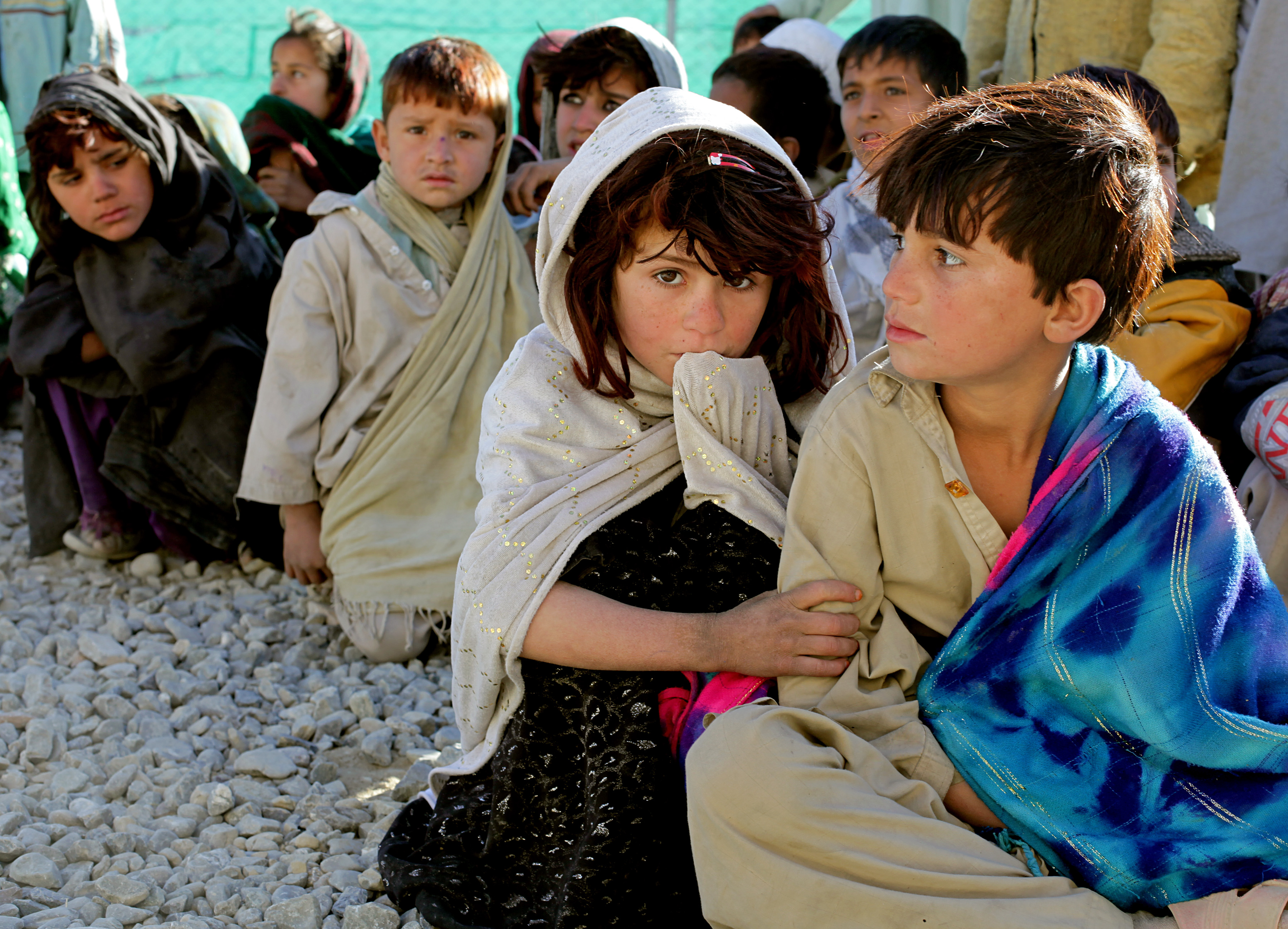
Paštunské děti v Chóstu

Paštuni nebo Paštunové (jinak též Pachtuni, nebo Patháni, paštunsky پښتانه‎) je etnikum žijící hlavně ve východním a jižním Afghánistánu a v Pákistánu (především v Chajbar Paštúnchwá). Tyto oblasti se rozkládají na historickém území Paštunistánu.
Početně nejzastoupenější jsou v Pákistánu (asi 31 milionů) a Afghánistánu (asi 14 milionů); početná populace žije v Spojených arabských emirátech (asi 330 000), USA (asi 140 000), Íránu (asi 110 000) a Spojeném království (asi 100 000). Po celém světě žije přibližně 49 milionů Paštunů.

## Původ
Svůj původ odvozují Paštunové od Šaků a Bílých Hunů (Heftalitů), smíšených s Íránci, Indy a Turky (Turkity). Pocházejí patrně z oblasti Sulajmanských hor mezi Afghánistánem a Pákistánem, odkud se v 10.–11. století rozšířili na celé své nynější území.
V roce 1767 Ahmadšáh z kmenového svazu Durráníů vytvořil konfederaci paštunských kmenů a afghánský stát. V 19. a 20. století vedli Paštuni úspěšné války proti britské koloniální expanzi (1838–1842, 1878–1881, 1919). V Pákistánu má Severozápadní provincie osídlená převážně Paštuny od r. 1973 značnou autonomii.

## Způsob života
Jednotkami organizace společnosti jsou kmenové svazy, kmeny, rody a rozšířené rodiny. Základními funkčními společenskými jednotkami jsou patrilineární rodiny a rody. Záležitosti rodu a kmene řeší rada dospělých mužů, velký vliv mají duchovní a kmenová aristokracie. Ve městech a nížinách se rodová a kmenová organizace začala rozpadat již v 18.–19. století (vznik feudálních vztahů) v horských oblastech je tento proces v počátcích. Paštúnové se dělí na základě dialektů a některých kulturních rysů na dvě kulturní skupiny:
- Západní (tzv. horní) čili Barpaštun, kteří tvoří dva velké kmenové svazy. Prvním z nich jsou Durráníové (do 17. stol. se jmenovali Abdálové) v jižním a jihovýchodním Afghánistánu, patří k nim Barakzajové, Chugjánové, Mamadzajové, Pópalzajové, Sadózajové a jiné kmeny. Druhým z těchto kmenových svazů na západě jsou Ghilzajové mezi městy Ghazní a Kandahár, v severním Afghánistánu a v podhůří Sulajmánských hor; patří k nim několik desítek kmenů, např. Chatakové, Kákarové, Lódíové, Sahákové, Wardakové aj.
- Východní (čili dolní) Paštuni (Pachtuni), čili Larpachtun, žijí převážně v Pákistánu; patří k nim kmenový svaz Chajbarů (Áfarídové, Órakzajové, Šínwárové aj.), a kmenový svaz Guriachél (např. Mónandové či Mohmandové), dále Júsufzajové, na pomezí Afghánistánu a Pákistánu Wazírové (vynikají jako výrobci střelných zbraní), Pówindové aj.

Jejich základním způsobem obživy je chov dobytka (hlavně ovce a kozy), asi tři miliony afghánských Paštunů jsou kočovní nebo polokočovní pastevci. Část jsou usedlí zemědělci (pšenice, ječmen, proso, bavlna) a řemeslníci (tkalcovství, hrnčířství, zpracování železa, kůží aj.), ve městech hrají významnou roli v armádě a státní správě. Sílí migrace z hor za prací do nížin.

## Jazyk a náboženství
Jazykově patří k východní skupině íránské větve indoevropské rodiny. Tento jazyk má dvě (podle některých autorů tři) skupiny dialektů: západní (paštó) v Afghánistánu a východní (pachtó) ve východním Afghánistánu a Pákistánu. V Afghánistánu je od roku 1936 úředním jazykem spolu s dárí (afghánskou perštinou). Paštuni užívají modifikované arabské písmo, jehož nejstarší literární památky pocházejí ze 14. století.
Paštuni jsou muslimové sunnitského směru, jejich islamizace proběhla v průběhu 8.–10. století.